# Национальный университет государственной службы (Венгрия)
Национальный университет государственной службы (венг. Nemzeti Közszolgálati Egyetem) — высшее учебное заведение Будапешта, основанное в 2011 году. Университет был создан в результате объединения Университета национальной обороны (венг. Zrínyi Miklós Nemzetvédelmi Egyetem), Полицейской академии и факультета государственного управления будапештского Университета Корвина.

## История
Предшественником Национального университета государственной службы считается Венгерская королевская военная академия «Людовика», созданная по решению Национальной ассамблеи в 1808 году.
Современный национальный университет был создан в результате объединения (интеграции) Университета национальной обороны (венг. Zrínyi Miklós Nemzetvédelmi Egyetem), Полицейской академии и факультета государственного управления будапештского Университета Корвина. Реорганизация предполагала повышение эффективности образовательного процесса в сфере государственного управления и, как следствие, создание кадров, соответствующих современным реалиям государственной службы.

## Факультет естественных наук и управления (AKK)
Колледж государственного управления был создан указом Советской власти в Венгрии ещё в 1977 году: согласно закону предназначался для профессиональной подготовки административных кадров страны высшего уровня. С тех пор студенты колледжа обладали возможностью получить высшее образование в области государственного управления.
С 1 января 2004 года факультет государственного управления функционировал как часть Университета Корвина. В 2006 году он был переименован и получил девиз на латыни: «Pro publico bono». С первое февраля 2016 года, уже в составе Национально университета, его название было изменено на «факультет политологии и государственного управления». С 2013 года на факультете начала функционировать аспирантура, присваивающая степень доктора философии (Ph.D.).
Институты факультета включают в себя: Институт права и социальной теория, Институт гражданских прав, Институт государственного управления, Институт гражданской и национальной экономики, Институт человеческих ресурсов.

## Конференции
16 ноября 2016 года в Национальном университете государственной службы прошёл «Посольском форуме». Данное мероприятие, проводимое на ежемесячной основе, ставит своей целью наладить устойчивое общение студентов, профессоров и преподавательского состава нового венгерского ВУЗа — а также представителей местного экспертно-аналитического сообщества — с главами аккредитованных в Венгрии дипломатических миссий. Посол России в Венгрии Владимир Сергеев принял участие в форуме в качестве главного докладчика: в своём выступлении он «затронул нынешнее состояние российско-венгерских отношений в актуальном международном контексте», а также осветил основные пункты российской позиции по ряду ключевым глобальных проблем — включая отношения России с Европейским Союзом и Соединёнными Штатами Америки. Были подняты и темы, связанные с ситуацией на Украине и в Сирии.
Поскольку формат мероприятия, проводимого университетом, подразумевал и возможность интерактивного общения — в режиме «вопрос-ответ» — на форуме состоялась оживлённая дискуссия, в ходе которой российский посол Сергеев ответил на вопросы, поступившие из аудитории и касавшиеся экономического взаимодействия в рамках Таможенного союза и ЕАЭС. В разговоре со студентами и преподавателями венгерского университета была также затронута и актуальная на тот момент тема о результатах выборов президента в США.